# TV5Monde
TV5Monde (phát âm tiếng Pháp: [te ve sɛ̃k mɔ̃d]; trước đây được gọi là TV5) là một mạng lưới truyền hình toàn cầu, chủ yếu các chương trình tin tức và trò chơi truyền hình là sử dụng tiếng Pháp. Mạng lưới này là một thành viên tham gia phê chuẩn Liên hiệp Phát sóng châu Âu.

## Lịch sử
TV5 bắt đầu phát sóng vào ngày 2 tháng 1 năm 1984 và nằm dưới sự quản lý của Serge Adda cho đến tháng 11 năm 2004; giám đốc mới nhận nhiệm vụ từ ngày 6 tháng 4 năm 2005 là Jean-Jacques Aillagon, Cựu Bộ trưởng Văn hóa và Thông tin Pháp. Tổng giám đốc hiện nay của mạng lưới là Marie-Christine Saragosse.
Năm 2006, TV5 trải qua một thay đổi lớn bao gồm cả tái xây dựng thương hiệu là "TV5MONDE" để nhấn mạnh trọng tâm của nó như là một mạng lưới toàn cầu ("Monde "trong tiếng Pháp nghĩa là "thế giới"). Kể từ năm 1993, "TV5 Monde" là một phần của một công ty truyền hình hoạt động tại Canada có thương hiệu là "TV5 Québec Canada", tuy nhiên, cách gọi tắt TV5 cũng được sử dụng. TV5MONDE tuyên bố mình là một trong 3 mạng lưới truyền hình toàn cầu lớn nhất trên toàn thế giới cùng với CNN và MTV.

## Các kênh
TV5MONDE hiện có 8 kênh truyền hình
- TV5MONDE FBS (Pháp, Bỉ, Thụy Sĩ)
- TV5MONDE Europe (phần còn lại của Châu Âu)
- TV5MONDE Afrique (phần còn lại của Châu Phi, ngoại trừ Bắc Phi)
- TV5MONDE Maghreb Trung Đông - Bắc Phi
- TV5MONDE Asie (phần còn lại của Châu Á)
- TV5MONDE États-Unis *(Hoa Kỳ) với phụ đề tiếng Anh
- TV5MONDE Amérique Latine & Caraïbes (Mỹ Latinh và Caribe) với phụ đề tiếng Tây Ban Nha
- TV5MONDE Pacifique (Nhật Bản - Châu Đại Dương)
- TV5 Québec Canada **(Canada)

## Phụ đề
Hiện TV5MONDE có phụ đề bằng các ngôn ngữ: tiếng Đức, tiếng Anh, tiếng Ả Rập, tiếng Hàn Quốc, tiếng Tây Ban Nha, tiếng Pháp, tiếng Nhật, tiếng Hà Lan, tiếng Ba Lan, tiếng Bồ Đào Nha, tiếng Rumani, tiếng Nga và tiếng Việt. Tại Việt Nam, TV5MONDE có mặt tại hơn 5 triệu hộ thuê bao, trên tất cả các gói kênh của truyền hình trả tiền, cáp, vệ tinh, IPTV, và kể cả truyền hình kỹ thuật số mặt đất. Như vậy, Việt Nam đã trở thành một trong những nước châu Á phát sóng kênh này nhiều nhất.